# Тиморская социал-демократическая ассоциация
Тиморская социал-демократическая ассоциация (порт. Associação Social-Democrata Timorense, ASDT) — бывшая политическая партия Восточного Тимора. Основана 20 мая 1974 года:47, 11 сентября того же года преобразована в Революционный фронт за независимость Восточного Тимора (ФРЕТИЛИН):87. Восстановлена в 2001 году под прежним названием отдельно от ФРЕТИЛИН. И в 1974, и в 2001 годах её основателем выступал Франсишку Шавьер ду Амарал, в 1975 году занимавший пост президента страны.

## История
На парламентских выборах 30 августа 2001 года партия получила 7,8 % голосов избирателей и 6 из 88 мест в парламенте.
На парламентских выборах в июне 2007 года ASDT, которую тогда возглавлял председатель Хиль Алвес, заключила союз с Социал-демократической партией (PSD), заявив, что коалиция стремится наладить сотрудничество, создав систему, основанную на истории, культуре, опыте и навыках управления. Вместе они набрали 15,73 % голосов и получили 11 мест. В 2012 году умер президент партии Франсишку Шавьер ду Амарал, из-за этого и других проблем ASDT раскололась на две части, а именно на лагерь Хиля Алвеша в качестве председателя и временного президента партии и лагерь Жоао Коррея, в котором Жозе Рамуш-Орта был почётным президентом. В итоге решение Апелляционного суда Восточного Тимора оказалось в пользу Жоао Коррейи. В 2017 году ситуация повторилась: во внутреннем оплоте партии ASDT развернулась борьба за власть между лагерем Франсишку да Силвы в качестве президента и лагерем Жоао Коррейи в качестве лидера. И поскольку фактически существовало две версии партии, Апелляционный суд постановил, что ASDT не может участвовать в парламентских выборах в июле 2017 года. С 2018 года партия в течение пяти лет не участвовала в выборах ни на местном, ни на национальном уровне со своей собственной программой. ASDT должна была заявить о потере своего статуса политической партии в соответствии с законом и решением Апелляционного суда, вынесенным следствием за непредставление списка своих кандидатов на досрочные парламентские выборы в мае 2018 года. Сторона ASDT пыталась обжаловать это решение, но ей было отказано. В 2021 году Апелляционный суд вновь постановил, что семь политических партий, включая Тиморскую социал-демократическую ассоциацию, не соответствуют критериям для участия в следующих выборах, поскольку они утратили свой статус за неучастие в предвыборных программах на местном и национальном уровнях в течение более пяти лет.